# Рача (тврђава)
Средњовековно утврђење и град Рача налазе се на ушћу реке Дрине у Саву, на сремској обали.
Рача се први пут помиње као град с каштелом „Villa Rachcha“ у документу из 1275. године. Касније се Рача помиње под разним именима: као „Possessio Racha“ 1398. и 1445. године, затим као „Castellum Racha“ 1465. године, па „Oppidum Racha“ 1477. године, и „Castrum Racha“ 1498. године. Рача је у средњем веку представљала гранични прелаз, карантин и трговиште између Аустријског и Отоманског царства. 
Сачувани протоколи царинарнице у Рачи сведоче о великим пословима митровачких трговаца са суседном Босном. Из Босне су у Аустрију увожене: свиње, огревно и грађевинско дрво, воће, суве шљиве, а у време неродних година 1847-48. чак и житарице и брашно. У Босну се извозила: бакарна роба, гвожђарија, ужарија, вино, ракија, јужно воће и разна ситничарска роба.
Рача је често мењала господаре. Град је најпре био у поседу мађарских племића француског порекла из породице Ајнхард. Када се члан те породице Ладислав Зар побунио против краља Ладислава IV, одузет му је град Рача и додељен на управу Шомакошу Кукујевачком. После изумирања те породице, краљ Жигмунд је поклонио Рачу бану Ивану Моровићу. Краљ Матија, након смрти Моровића, доделио Рачу 1477. године властелину Стефану Баторију.
Утврђење под именом „Краљевска варош Рача на ушћу Дрине у Саву“ помиње се у разним списима у другој половини 14. века, после смрти краља Лајоша I. 
Турци су освојили Рачу 1529. године. Под турском управом Рача је средином XVI века била развијена касаба, са знатним приходима од скеле и трговине. Бартол Кашић у свом путопису по турским крајевима из 1613. и 1618. године говори о цркви Светог Николе и остацима манастира на потезу Бела Црква.
Познати турски путописац Евлија Челебија посетио је половином XVII века касабу Бијељину, град Рачу и град Моровић, што значи да је том приликом прошао и поред места на којем ће неколико деценија касније никнути шанац Ушће, потоње граничарско село Босут. О граду Рачи који се налазио на четири сата хода од Бијељине, Челебија пише следеће: „Име му је српско. Овај је град подигао један од српских краљева, отац бана Коџа-Матијаша. Касније је овај град освојио Ибрахим - паша, велики везир Сулејман-ханов, који је убијен. Сада њиме управља војвода сремског санџака. То је кадилук у рангу кадилука од сто педесет акчи. Нахије су му покорне и послушне. Има муфтију, представника шерифа (некибул-ешраф), спахијског ћехају (сипахи кетхуда јери), јањичарског сердара, царинског повјереника за харач (харач емини). Овим градом управља будимска војска (кол). Он има тржног надзорника (мухтесиб), баждара и начелника града, али нема градског диздара ни посаде. То је био диван град који се налазио на обали реке Саве положен на високом и равном терену обраслом у зеленило. Сам град лежао је на врху једног рта. Имао је троугаони облик, а сазидан је од цигле тако тврдо као да га је градио Шеддад. Супротно од рта на коме је положен овај град тече од Зворника великом снагом ријека Дрина и удара на велику ријеку као што је Сава. Пред овим градом Рачом сједињују се ријеке Дрина и Сава. Тако уједињене оне су руинирале овај град тако да је на обали Саве остала само једна кула. Због тога у томе граду нема диздара нити градске посаде. На споменутом у зеленило обраслом рту, на месту где се реке Дрина и Сава сливају једна у другу, налазе се седам муслиманских и четири бугарске и српске махале. Ту има у свему пет стотина и педесет кућа приземних и на спрат. То су добростојеће куће са по двије баште. Сви су путеви потпуно попођени даском. Штавише и све улице су попођене даском и балванима. Околина вароши је за зимских дана права мочвар  јер је терен низак. Ту има у свему пет муслиманских богомоља и у свих пет се обавља седмична молитва петком. То су добро посећене џамије, а свих пет их је покривено даском. Ту се налазе две медресе и три основне школе, али им дјеца нису тако бистра ни даровита. Ту постоје две дервишке текије, два мала хана, а оба се налазе на врху царинарнице пристаништа. Има и један пријатан хамам, али је мален. У вароши се налазе три дрвена моста. Кад реке Дрина и Сава јако надођу поплаве многе вртове. Због тога су подигнути дрвени мостови. Ту има седамдесет дућана, а нема безистана. На гласу су им: хљеб, медовина, шљиве и јабуке. Грожђе им није добро. Ову варош окружује река Сава. То су већином бродари транспортних бродова. Њихови прваци носе крајишко одело. Сво је становништво врло чисто и воли да ужива; то су гостољубиви људи и пријатељи странаца. Већина тих људи не знају за сплетке и преваре. Идући одатле шест сати према северу дошли смо у град Моровић (»Моравеч«).“ 
Турци су држали Рачу све до пораза под Бечом, да би је напустили у јесен 1687. године, повукавши се у Босну. После тога Рача је више пута мењала господаре, прелазећи час у хришћанске, час у турске руке. На сабору црквених и народних првака у Београду од 18. јуна 1690. године, којим је председавао патријарх Арсеније III Чарнојевић, договорено је да се пошаље цару Леополду I у Беч молба за признавање црквено-народне аутономије српског народа у Аустрији. Сабору који је претходио Великој сеоби Срба присуствовали су бројни народни представници из Срема. Тада се насељава бројно српско становништво које је дошло у Срем са Арсенијем Чарнојевићем и малобројнији римокатолички живаљ, пре свега војници који су служили у утврђењу. Аустријске власти су темељно преуредиле тврђаву у Рачи, која је тада носила назив ,,Fort-Racsa’’. Она је била веома значајна за Аустрију као погранично утврђено место наспрам Турске. 
Када је букнуо нови рат са Турском 1716. године, рачанску тврђаву су запосели немачки војници под командом генерала Ланглета. Почетком XIX века било је 60 домова са око 500 становника. Тада су забележене и најстарије породице у селу, од којих неке и данас живе у селу Сремска Рача: Вучичевић, Вукојевић, Миловановић, Мирковић и Остојић.
Тврђава Рача је 1873. године обновљена и преуређена у затвор са 300 места. У њој је обично боравило око 180 кажњеника и 20 чувара. Услови су били веома лоши због нездравог поднебља, лошег објекта и честих поплава. Зато је казнионица премештена 1880. године у Лепоглаву. 
Нешто касније објекат је на лицитацији купио трговац Кајмар из Осијека који је на том месту отворио пивницу. Тврђава је касније опет препродата и порушена, а цигла са ње одвучена. Последњи остаци тврђаве Рача, тада већ у саставу Краљевине Срба, Хрвата и Словенаца, порушени су и распродати 1919. године. 